# پروفسور برانشتام

تصویر جلد یکی از نسخه‌های کتاب پروفسور برانشتام

پروفسور برانشتام (انگلیسی: Professor Branestawm) مجموعه‌ای از سیزده کتاب در ژانر ادبیات کودک است که توسط نویسنده انگلیسی نورمن هانتر، در یک بازه زمانی پنجاه‌ساله بین سال‌های ۱۹۳۳ تا ۱۹۸۳ میلادی به رشته تحریر درآمده است. قهرمان داستان با نام کامل پروفسور تئوفیلوس برانشتام یک دانشمند و مخترع کم حافظه و فراموشکار است که داستان حول حوادث مرتبط با اختراعات او جریان دارد.